# 천주실의

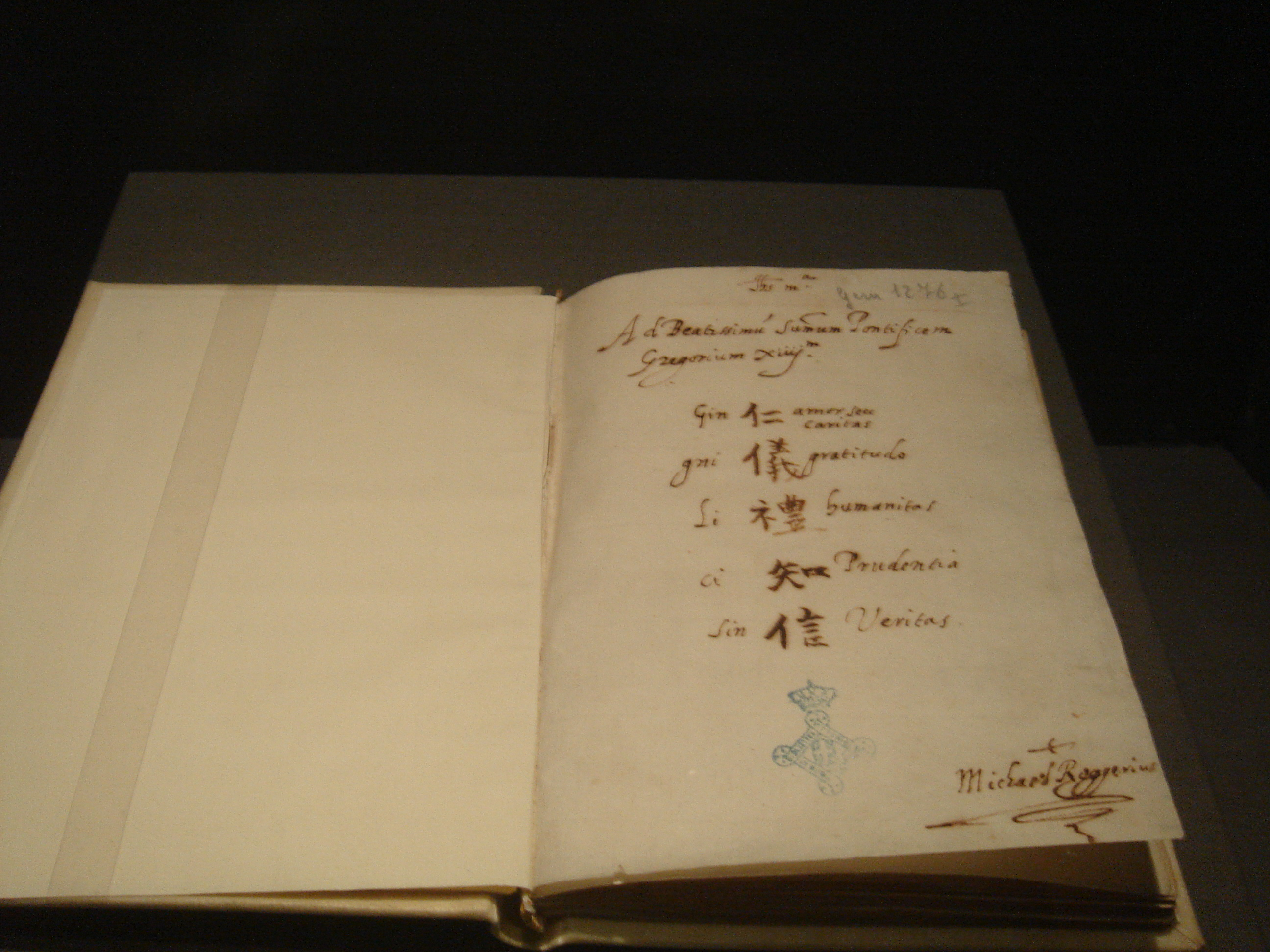

《천주실의》(天主實義) 또는 《천주실록》(天主實錄)은 로마 가톨릭교회의 교의를 변증한 기독교 호교론이며, 예수회 선교사 마테오 리치가 출간하였다.

## 역사
천주실의는 예수회 선교사인 마테오 리치가 1584년 저술한 《천주실록》(天主實錄)의 개정판이며, 1593년이나 1594년에 저술했다고 추정한다. 당시 선교사 저서는 해당선교지 책임자의 검사를 거쳤기 때문에, 라틴어 요약본 형태로 1597년경 발리냐노와 일본선교 교구장 루이스 세르퀘이라(Luis Cerqueira)에게 제출했었다. 하지만 라틴어 요약본이 검열에 통과하기도 전에 이미 《천주실의》는 고급 독서 문화가 있던 명나라 말기 사대부들의 베스트셀러가 되었다. 기독교 하느님이 유교의 상제와 같다는 주장과 기독교의 인간 이해가 양명학과 상당히 비슷했기 때문이다. 이러한 중국 지식인들의 관심으로 천주실의는 1594년 남창(南昌)에서 초판을 인쇄했으며, 1601년 베이징에서 《1601년 베이징판 천주실의》를 출간했다. 선교책임자에게 출간을 승인 받은 마테오리치는 1603년 베이징에서 증보판 《천주실의》를 출간했으며, 1605년이나 1606년 항주(抗州)에서 《항주판 천주실의》를 출간했다.

## 내용
천주실의 내용은 '천지만물을 지으시고, 이를 유지하시는 하느님'을 소개하며, 주된 내용은 다음과 같다.
- 유교의 상제(上帝)는 기독교의 하느님(天主)이라고 주장했다.[1]
- 유교의 기초적 교리를 인정.
- 하늘나라의 존재를 언급하고, 인간의 영혼 불멸성을 강조.
- 인간의 영혼이 신령스러움을 중국 고전들을 통해 입증.
- 하느님이 동물을 창조한 것은 인간이 이용하도록 하기 위해서임.
- 죽은 후에 천국과 지옥이 있음.
- 성선설을 지지, 모든 행위는 인간의 자유 의지에 달림.
- 천주교 사제가 결혼하지 않는 이유, 《천주교해략》을 읽을 것을 권함.

## 같이 보기
- 마테오 리치